# الخب آل عمر (الطفة)

تعديل مصدري - تعديل

الخب آل عمر هي إحدى قرى عزلة ال هياش بمديرية الطفة التابعة لمحافظة البيضاء، بلغ تعداد سكانها 101 نسمة حسب تعداد اليمن لعام 2004.